# Guðlaugur Friðþórsson

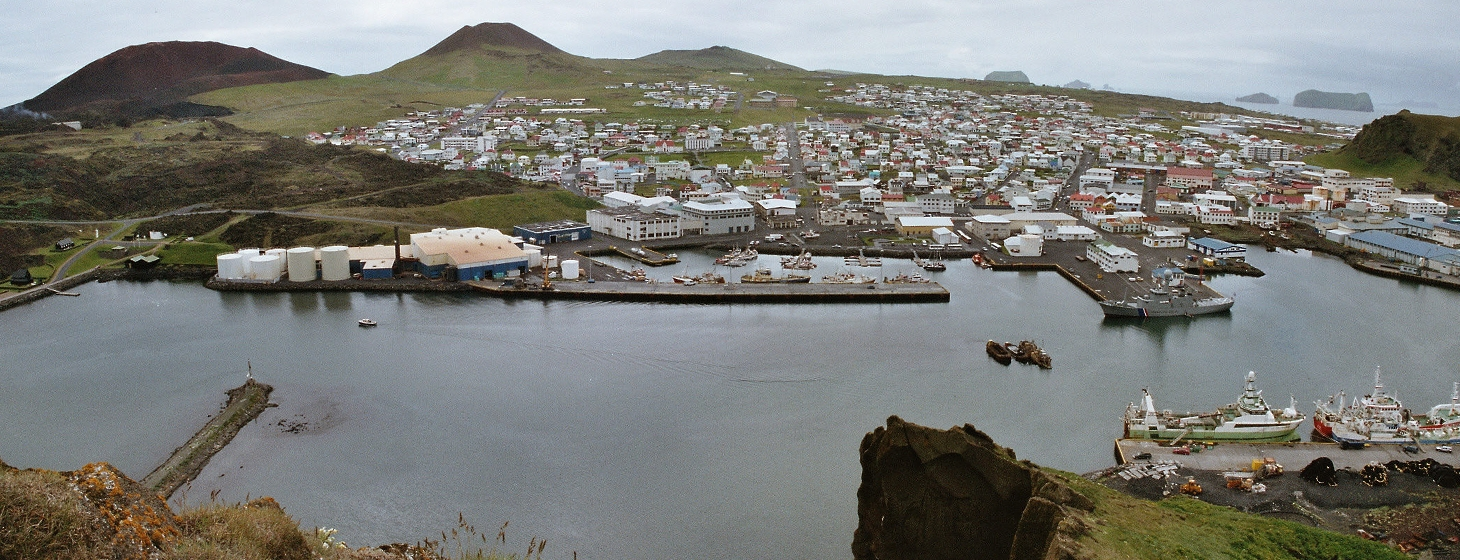
Le port d'Heimaey sur l'île islandaise du même nom.

Guðlaugur Friðþórsson (né le 24 septembre 1961) est un pêcheur islandais. Il est connu pour avoir réussi, à la suite du naufrage de son bateau de pêche le 11 mars 1984, à regagner Heimaey dans l'archipel des îles Vestmann, le port d'attache du navire après avoir nagé sur 6 km pendant six heures dans une eau à 5 degrés.

## Naufrage et survie
Le 11 mars 1984, après avoir quitté Heimaey depuis seulement quelques heures, le Hellisey VE-503  où travaille Guðlaugur Friðþórsson fait naufrage vers 22h. Le chalut du bateau de pêche a accroché au fond marin et avant que les pêcheurs ne puissent réagir, ils chavirent, sans avoir pu envoyer de signaux de détresse. 
L'eau a une température de 5 à 6 °C, la température de l'air est de 2 °C. Trois des cinq pêcheurs parviennent à se hisser sur la coque, les deux autres ne parvenant pas à s'extraire du bateau. Les rescapés ne parviennent pas à détacher le canot de survie, qui se retrouve sous l'eau et dont les attaches sont rouillées. Quarante-cinq minutes après l'accident, le Hellisey VE-503 coule et les rescapés n'ont d'autre choix que de tenter de regagner la côte à la nage. Les deux compagnons de Friðþórsson disparaissent sous les eaux dix minutes plus tard.
Friðþórsson nage pieds-nu, vêtu d'un jean, d'une chemise, d'un pull. Il  parle avec les mouettes tout en se dirigeant vers la côte de manière à conserver ses esprits. Un bateau passe près de lui, mais sans le remarquer. Parvenu jusqu'au rivage, il fait face à une falaise et doit donc la contourner par la mer, luttant pour que les vagues ne le jettent pas contre les rochers.  
Après avoir trouvé un accès moins élevé il doit marcher sur un champ de lave. Il perd beaucoup de sang en se coupant les pieds sur cette surface avant de déchirer sa chemise pour les protéger. Il parvient à atteindre une pâture où se trouve une baignoire remplie d'eau pour les moutons. il brise la glace de son poing pour boire l'eau glacée. Ensuite il doit encore marcher 2 km dans ses vêtements mouillés et à 6 heures 55 du matin il frappe à la porte de la première maison venue. Transporté ensuite à l'hôpital, sa température corporelle est inférieure à 34 °C. Néanmoins il a survécu et ne souffre d'aucune séquelle physique.

## Expériences et postérité
De nombreuses expériences seront pratiquées sur lui qui l’emmèneront jusqu'à Londres sans qu'on puisse exactement comprendre comment il a pu survivre hormis par son surpoids qui le refroidit moins vite qu'un homme plus mince.
Cette mésaventure a fait de Guðlaugur Friðþórsson un héros national en Islande, un monument a été érigé en son honneur à Heimaey. Un film basé sur son histoire a été réalisé en 2012 en Islande, Survivre réalisé par  Baltasar Kormákur. 